# Contea di Dawson (Texas)
La contea di Dawson (in inglese Dawson County) è una contea dello Stato del Texas, negli Stati Uniti. La popolazione al censimento del 2000 era di 13 833 abitanti. Il capoluogo di contea è Lamesa. La contea è stata creata nel 1876 ed in seguito organizzata nel 1905. Il suo nome deriva da Nicholas Mosby Dawson, un soldato della guerra d'indipendenza del Texas.

## Geografia fisica
| Anno | Popolazione | ±%       |
| ---- | ----------- | -------- |
| 1880 | 24          |          |
| 1890 | 29          | 20.8%    |
| 1900 | 37          | 27.6%    |
| 1910 | 2,320       | 6,170.3% |
| 1920 | 4,309       | 85.7%    |
| 1930 | 13,573      | 215.0%   |
| 1940 | 15,367      | 13.2%    |
| 1950 | 19,113      | 24.4%    |
| 1960 | 19,185      | 0.4%     |
| 1970 | 16,604      | −13.5%   |
| 1980 | 16,184      | −2.5%    |
| 1990 | 14,349      | −11.3%   |
| 2000 | 14,985      | 4.4%     |
| 2010 | 13,833      | −7.7%    |

Secondo l'Ufficio del censimento degli Stati Uniti d'America la contea ha un'area totale di 902 miglia quadrate (2340 km²), di cui 900 miglia quadrate (2300 km²) sono terra, mentre 1,8 miglia quadrate (4,7 km², corrispondenti allo 0,2% del territorio) sono costituiti dall'acqua.

### Strade principali
- U.S. Highway 87
- U.S. Highway 180
- State Highway 83
- State Highway 137

### Contee adiacenti
- Lynn County (nord)
- Borden County (est)
- Martin County (sud)
- Gaines County (ovest)
- Terry County (nord-ovest)
- Andrews County (sud-ovest)
- Borden County (sud-est)